# 水野勝岑
水野 勝岑（みずの かつみね）は、江戸時代前期の譜代大名。備後国福山藩の第5代藩主。水野宗家5代。
第4代藩主・水野勝種の7男。通称は松之丞（まつのじょう）。1歳で家督を継承したが2歳で夭折し、福山藩水野家は無嗣改易となった。

## 生涯
元禄10年（1697年）、備後福山藩第4代藩主・水野勝種の末子として、福山に生まれる。母は瀬尾氏。
『寛政重修諸家譜』によれば、勝岑は勝種の七男であるが、兄6人は全員が早世している。元禄10年（1697年）8月23日、父の勝種が福山において37歳で没した。これを受けて、10月22日に1歳で家督・遺領相続が認められた。福山藩は将軍（徳川綱吉）に備前長船の刀と「曙」の茶壷を、御台所（鷹司信子）に東常和筆の『古今和歌集』を、桂昌院に冷泉為和筆の『伊勢物語』を献上し、相続承認の御礼としている。
元禄11年（1698年）4月28日に福山から江戸参府（参勤交代）に出発した。藩の重臣たちが保護するとしての旅であったが、幼児にとって過酷な長旅の無理がたたってか、途中で病気になった。元禄11年（1698年）5月5日に夭逝。享年2。
勝岑の亡骸は江戸・三田の常林寺に葬られた。常林寺はその後水野家（結城藩水野家）の代々の葬地となった。かつて常林寺には50基におよぶ水野家の五輪塔が並んでいたが、都の条例との関係で、「水野家累代之墓」とある五輪塔1基のみが残されている。

## 水野家の改易
勝岑の死により、水野家は無嗣により断絶、福山藩10万石は改易され、城地は収公されることとなった。しかし、旧福山藩主水野家は譜代の名門であることから、5月30日（晦日）に「先祖の旧勲」によって一族の水野勝長（20歳）が名跡を継ぐことが認められ、能登国内で1万石が与えられることとなった（西谷藩）。水野勝長の父は、京都町奉行を務めた旗本（1500石）・水野勝直で、福山藩祖・水野勝成の六男である水野勝忠の二男が勝直、という関係にあたる。
福山藩を改易し勝長に跡目を継がせるという幕府の決定が福山城下に伝わると、これに不満を抱いた藩士らが、藩の番頭を務めていた水野勝寿（水野勝成の五男・水野勝則の子）を後継とすべく、籠城を企てる騒動もあった。領民の間にも、幕府への訴訟をいきまく騒ぎがあったという。家老の上田玄蕃や目付が説得したことにより、城は無事に明け渡された。
水野家宗家は存続したものの、石高は10万石から大幅に削減され、家臣団は多くが召し放ちとなった。多数の「水野家牢人」は、旧領の村々に寓居し、新領主に召し抱えられることを期待したが、十分に大きな家臣団を抱えていた松平家や阿部家に新規採用の枠はあまりなかった。文化・文政期（1804年 - 1830年）の福山藩領地誌『西備名区』には、「水野家牢人」の名前が40か村111人にわたって記録されており、水野家改易から約100年以上が経過しても再仕官を希望し続けた牢人が相当数いたことがわかる。
なお、水野勝長も元禄16年（1703年）に早世するが、最終的には下総結城藩に移されて1万8000石まで加増され、結城城の再建を許可されて城主大名としての格を認められた。水野家は結城藩主として幕末・廃藩置県を迎える。

## 死後の風習と認識

### 勝岑にまつわる風習
勝岑が亡くなったのが5月5日であったため、福山水野家にかかわった子孫の家では、こいのぼりを揚げないという風習が生まれた。
文化年間（1804年 - 1818年）に菅茶山が編纂にあたって成立した『備後国福山領風俗問状』によれば、福山藩領でも他地域と同様に端午の節句の旗幟を4月末頃から立てる習慣があるものの、5月5日当日には巳の刻（午前10時頃）までに早々に旗幟を片付ける。これは、 勝岑の早世を悼むためで、領民も水野家断絶を嘆いたためにこの習俗が根付いたという。

### 水野氏の称揚と幼君夭折の語り
福山周辺では、水野氏の治世は善政として称揚されている。たとえば初代藩主・水野勝成は「聡敏大明神」の神号を奉られ、文字通り崇敬の対象にもなっている。勝成の造営した両社八幡宮（現在の福山八幡宮）は水野氏改易後も福山の守護神としての地位を保ち、両社八幡宮の摂社に祀られた勝成は盛大な「聡敏大明神祭り」で祭られる。
水野氏の治世称揚の一環として、幼君勝岑の夭逝の哀切や、改易の悲劇も合わせて語られることとなった。宝永5年（1708年）に水野家旧臣・吉田秀元が編纂した「瑞源院本水野記」は、勝岑の夭逝・水野氏改易を抗いえない（治世の失態とは関係のない）運命として捉え、改易時に領民の救済のため、他国から米を買い付けるなど奔走した水野家家臣たちの姿を描き出す。
これらの水野氏称揚について引野亨輔は、「水野家牢人」たちが、武士の誇りを失わないようにするため旧主水野氏を追慕し「水野記」と総称される書籍を編纂したことを指摘し、領民たちにとっても後の領主の「悪政」を批判し「善政」を要求する思いから、水野家牢人が生み出した歴史像を受け入れたものと分析している。

## 系譜
父母
- 水野勝種（父）
- 瀬尾氏 ー 側室（母）

養子
- 水野勝長 ー 水野勝直の長男